# ФК „Пас де ла Каса“
„Пас де ла Каса“ (на каталунски Futbol Club Pas de la Casa) е андорски футболен отбор от град Пас де ла Каса, Андора. Отборът играе в Андорската Пример Дивисио – най-високото ниво на андорския клубен футбол.
Основан през 2015 година. Няма собствен стадион и играе на стадионите на футболната федерация на Андора. Мачовете от Втора лига играят в пограничния град Сан Жулия де Лория на стадион „Комунал д’Ашовал“ с капацитет 899 зрители и в испанския граничен град Алас и Серк на стадион „Сентре Еспортиу д'Алас“ с капацитет 1500 зрители. Има и футболен отбор играещ футзал състезаващ се в Примера. Завършва на второ място във Втора лига 2022/23 и получава дебютния си сезон в Примерата.

## Успехи
- Купа на Андора:
  -  Финалист (1): 2023/24
- Втора дивизия:
  -  Победител (1): 2022/23 (промоция)